# Harmignies
Harmignies is een dorp in de Belgische provincie Henegouwen, en een deelgemeente van de Waalse stad Bergen. Harmignies was een zelfstandige gemeente tot aan de gemeentelijke herindeling van 1977.

## Bezienswaardigheden
- De Sint-Ghislenuskerk (Église Saint-Ghislain) is een neoclassicistisch kerkgebouw van 1840.
- De Molen van Harmignies (Moulin d'Harmignies) is een bovenslagmolen op de Trouille, gebouwd in 1754 op de plaats van een oudere molen.
- De Ferme de l’ancienne seigneurie de Beugnies is een boerderij van eind 18e eeuw, behorend tot het goed van de heerlijkheid. Het kasteel is echter verdween.

## Natuur en landschap
Harmignies ligt aan de Trouille. De hoogte aan de kerk bedraagt 48 meter.

## Economie
In de bodem vindt men zowel kalksteen (calciumcarbonaat) als, in diepere lagen, krijt. Tijdens het neolithicum werd vuursteen gewonnen. In de 19e en 20e eeuw werden kalksteen en krijt in open groeven gewonnen. Aanvankelijk waren er kalkovens. Van 1906-2014 bestond op basis van de hier gewonnen kalksteen een cementindustrie.

## Demografische ontwikkeling
- Bronnen:NIS, Opm:1831 tot en met 1970=volkstellingen

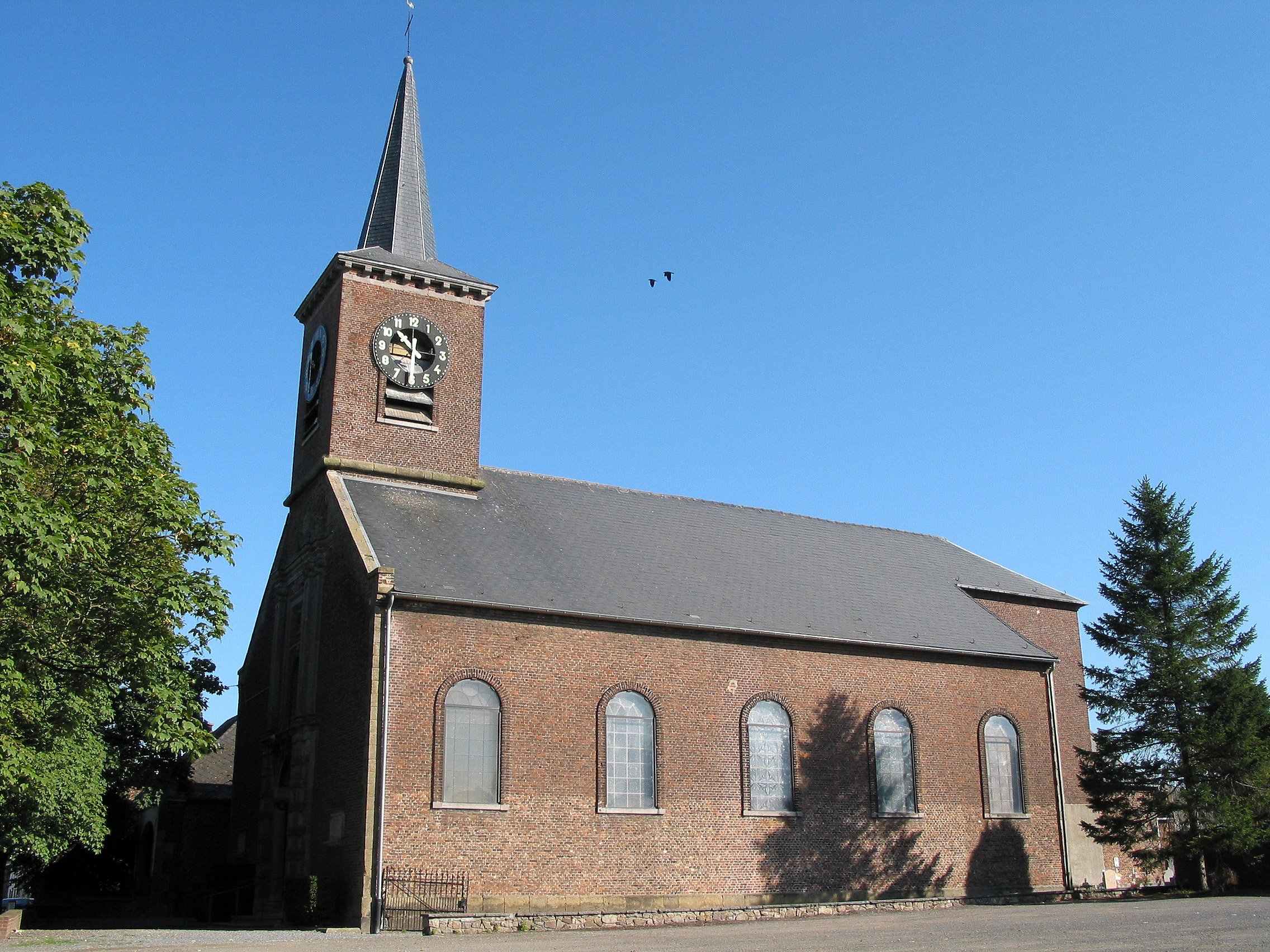
Kerk van Sint-Gislenus.
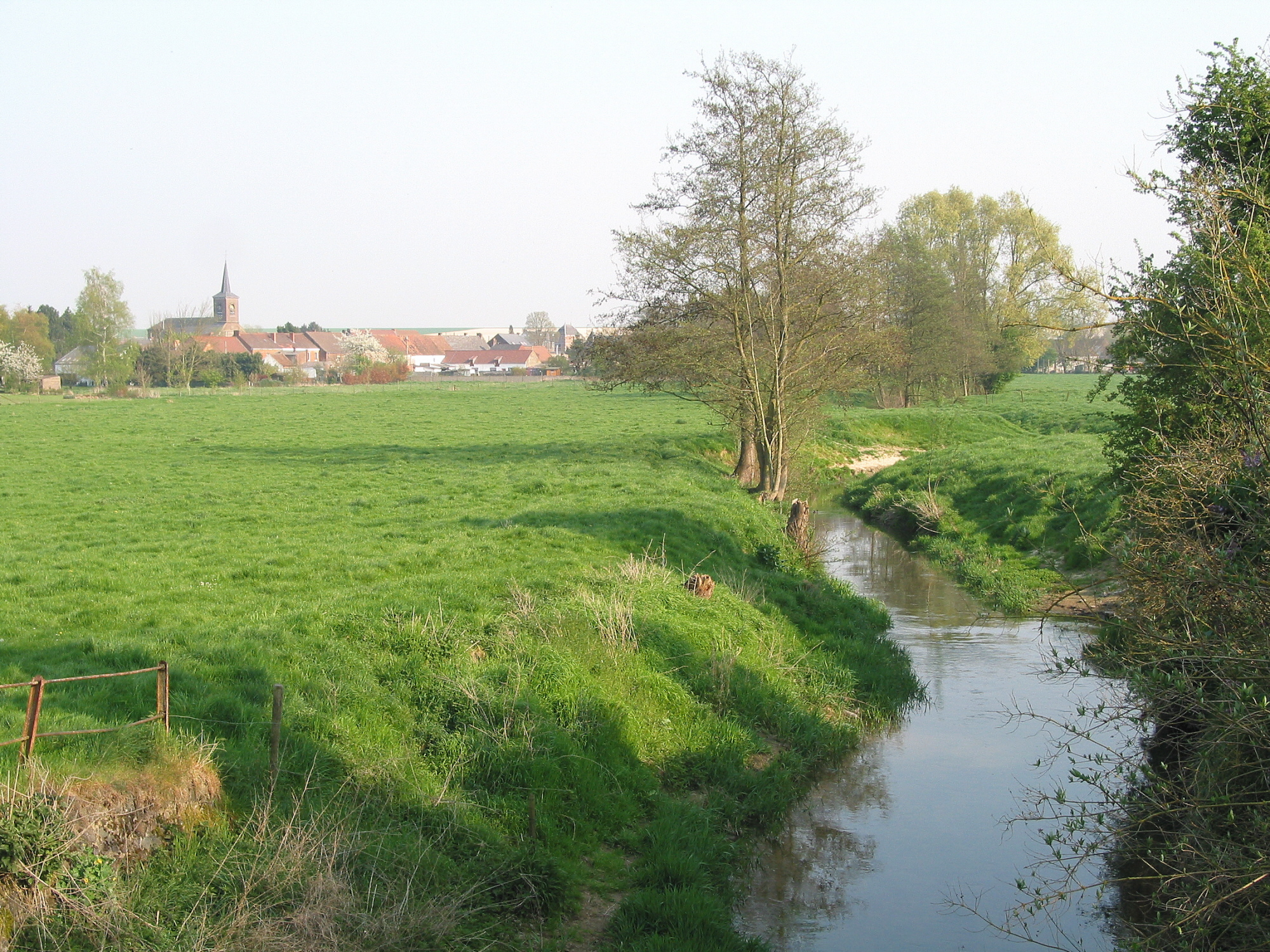
Het Dorp en de Trouille.

## Nabijgelegen kernen
Spiennes, Harveng, Givry, Vellereille-le-Sec, Villers-Saint-Ghislain